# Бельське воєводство
Бе́льське воєво́дство (пол. Województwo bielskie) — колишнє воєводство на півдні Польщі, що існувало з 1975 по 1998 рік. Займало площу 3 704 км². Адміністративним центром було місто Бельсько-Бяла.
За адміністративно-територіальною реформою 1998 року територія воєводства була розділена між Сілезьким і Малопольським воєводствами.

## Воєводи
- Юзеф Лабудек (1 червня 1975 – лютий 1981)
- Станіслав Лучкевич (10 березня 1981 – 7 листопада 1987)
- Францішек Стжалка (18 грудня 1987 – 2 квітня 1990)
- Мірослав Стичень (9 квітня 1990 – 1 лютого 1994)
- Марек Тромбовський (24 лютого 1994 – 28 листопада 1997)
- Анджей Сікора (9 грудня 1997 – 31 грудня 1998)

## Районні адміністрації
- Районна адміністрація у Бельсько-Бялій для міст Бельсько-Бяла, Щирк, Вілямовіце та гмін Бучковіце, Ясениця, Кози, Поромбка, Вілямовіце i Вільковіце;
- Районна адміністрація у Цешині для міст Цешин, Скочув, Струмень, Устронь, Вісла та гмін Бренна, Хибе, Дембовець, Ґолешув, Гажлях, Істебна, Скочув i Струмень;
- Районна адміністрація в Освенцимі для міст Хелмек, Кенти, Освенцим, Затор та гмін Хелмек, Кенти, Осек, Освенцим, Пшецишув i Затор;
- Районна адміністрація у Вадовицях для міст Андрихув, Кальварія-Зебжидовська, Маків-Підгалянський, Суха-Бескидзька, Вадовіце та гмін Андрихув, Бжезьниця, Будзув, Кальварія-Зебжидовська, Лянцкорона, Мухаж, Спитковіце, Стришава, Стришув, Томіце, Вадовіце, Вепш, Завоя i Зембжице;
- Районна адміністрація у Живцю для міста Живець та гмін Черніхув, Гіловіце-Шлемень, Єлесня, Кошарава, Ліпова, Лодиґовіце, Мілювка, Радзехови-Вепш, Райча, Свінна, Уйсоли i Венґерська Ґурка.

## Міста
Чисельність населення на 31.12.1998
| - Бельсько-Бяла – 180 300 - Освенцим – 43 900 - Цешин – 37 600 - Живець – 32 400 - Андрихув – 23 000 - Вадовиці – 19 500 - Кенти – 19 500 - Устронь – 15 900 - Скочув – 15 800 | - Вісла – 11 800 - Суха-Бескидзька – 9 900 - Хелмек – 9 400 - Маків-Підгалянський – 5 900 - Щирк – 5 600 - Кальварія-Зебжидовська – 4 500 - Затор – 3 600 - Струмень – 3 400 - Вілямовіце – 2 800 |

## Населення
| Рік  | Кількість мешканців |
| ---- | ------------------- |
| 1975 | 779 300             |
| 1980 | 829 900             |
| 1985 | 873 600             |
| 1990 | 900 300             |
| 1995 | 918 600             |
| 1998 | 927 500             |